# Kamila Pešková
Kamila Pešková (17. ledna 1910 – ???) byla česká a československá lékařka, politička Komunistické strany Československa a poúnorová poslankyně Národního shromáždění ČSR.

## Biografie
Pocházela z dělnické rodiny, otec byl železniční zřízenec. Střední školu absolvovala v Českých Budějovicích. Promovala v roce 1937 a do Č. Budějovic se vrátila jako sekundářka.
Ve volbách roku 1954 byla zvolena za KSČ do Národního shromáždění ve volebním obvodu České Budějovice. V parlamentu setrvala až do konce funkčního období, tedy do voleb roku 1960.
Od listopadu 1953 do září 1958 zastávala post ředitelky Krajského ústavu národního zdraví v Českých Budějovicích.